# 堀内秋美
堀内 秋美（ほりうち あけみ、1984年9月24日 - ）は、日本のAV女優。以前は、プロダクションクラップ（Production CLAP）所属であったが現在の所属は不明。
趣味:油絵。特技:英語。

## 略歴・人物
2013年1月、ビデオメーカー・溜池ゴローの専属女優としてAVデビュー。

## 出演作品

### アダルトDVD
2013年
- 面接即採用!! 美しすぎる世田谷の若妻さんAVデビュー（1月13日、溜池ゴロー）※デビュー作
- 素敵なオジ様と、濃密な接吻と性交（2月13日、溜池ゴロー）
- 鍵を落とす人妻（3月13日、溜池ゴロー）
- 調教して下さい…と懇願する美しい若妻。お高く見られがちだけど生まれついてのドM。虐められると変態丸出しのアヘ顔でトロける!（6月25日、シャーク）
- 媚薬レイプの身代わりになり助けた女子生徒の目の前で教え子に犯されイキ狂う女教師（7月6日、ナチュラルハイ）他出演:さとう遥希、春原未来
- 寝取らせ女房 ウチの嫁抱かせます（7月18日、グローリークエスト）
- 深夜特急 不倫たび …今日だけは激しく抱いてほしい…。（7月25日、タカラ映像）
- 本当はエロい…そのへんの素人 あけみさん24歳［エステティシャン］（7月31日、ばっふぁろー）※「あけみ」名義
- （裏）手コキクリニック 〜完全版〜 性交クリニック 中出し看護 200分スペシャル（8月8日、SODクリエイト）共演:姫野まみ、華月ゆう、野間あんな、祐花凛、美泉咲
- 異種姦学園 〜魔獣の巨大ペニスに犯され、媚薬の力を持つ大量精子にまみれて悦楽地獄へと堕ちた生け贄〜 ［15周年記念作品］（8月22日、ディープス）共演:鶴田かな、芹沢つむぎ
- 再婚したママは 昼は先生!夜は現役ソープ嬢! 美人なママの近親相姦中出し性教育!!（8月22日、ディープス）他出演:椎名ひかる、竹内紗里奈、小倉もも、日向小夏
- スーパーの買い物帰りに突然の雷雨で我が家に雨宿りをしにきたママ友たち。雨でびしょ濡れになり透けた服のママ友にドキッ!としてタジタジなボク。そんなボクの童貞魂を見抜き、服が乾くまでの間に面白がり誘惑してくるママ友にハメられてしまうボクは幸せ者でしょうか?（8月22日、Hunter）他出演:羽月希、波多野結衣、野口まりや、瀬戸ひまり、音羽レオン、椎名ひかる
- 中嶋派遣株式会社 新人女子社員徹底指導（9月1日、中嶋興業）
- 君は、着物で来てくれよ 若妻撫子・湯けむり奴隷（9月6日、ドリームチケット）
- 先生を授業中にリモコンバイブで大量失禁させたった!（※でも僕は怒られない!） ある秘密を知って以来、憧れのマドンナ先生は僕の言いなり!僕は典型的ないじめられっ子体質の地味な男子…。そんなザコキャラな僕が、ある秘密を握ってしまい… 2（9月19日、Hunter）他出演:羽月希、八重いろは、波多野結衣、藤咲セイラ、瀧川花音 ほか
- DOUBLEメンズエステ 2人の美人エステティシャンとワイセツ3P（10月11日、TMA）共演:朝倉ことみ　他出演:愛乃なみ、大塚もも、東尾真子、飯田せいこ
- 過激すぎるド素人娘 4時間スペシャル 9（10月11日、S級素人）他出演:倉多まお、桜姫、永作ゆう美、霞貴理子
- 巨乳ヨガインストラクターの中出しSEXレッスン 2（10月17日、グローリークエスト）他出演:舞咲みくに、眞木あずさ、仲夏ゆかり
- 人妻湯恋旅行 062（11月1日、ゴーゴーズ）※「のぞみ」名義
- SOD女子社員 オナホール開発プロジェクト 社内一斉おま○こチェック＆奇跡の名器を探せ! 連続生ち○ぽ挿入!!（11月9日、SODクリエイト）※「斎藤愛子」名義　他出演:南出莉奈、竹下優奈、篠原裕子、星野槙子、皆藤あずみ、相野爽香、大村楓、野田麻里子、川越涼香、澤田玲奈、駒田晴香、結城美央、戸塚桃子、小島絵美
- 緩女快楽拷問族 〜閉ざされた神秘なる裸の闇〜（11月13日、Baby Entertainment）
- 競泳セレブ妻 2（11月12日、KIプランイング）※「堀北ちはる」名義
- 島袋浩の元祖!!素人妻ナンパ中出し（11月22日、Nadeshiko）
- セレブな人妻風俗嬢 3 都内某所にあるセレブ妻専門の風俗店 手こき、スマタ、フェラなど様々なサービスが受けられます。（11月22日、Nadeshiko）他出演:鳳生つばさ、三崎優菜、篠宮奈津子、樋口麗子、満島ノエル、遠藤百音、西野エリカ
- 監禁強姦シェアハウス（11月22日、MAD）共演:星川麻紀
- 真夏の湘南海岸でナンパしたビキニ素人娘を加藤鷹が全員潮吹きさせちゃいました!! 10人全員潮吹き8時間完全収録!（12月1日、ヴィ）他出演:朝倉ことみ ほか
- 大工の嫁（12月12日、タカラ映像）
- 20代の美乳妻が通う発狂媚薬エステ 4（12月15日、ピーターズ）他出演:冴島かおり ほか
- 世田谷の妻たち（12月17日、KIプランニング）※「笹川京子」名義
- マジックミラー号で酔って帰れないOLを朝まで介抱 酔いがさめるまでの1時間にこっそり精子流し込み・生挿入 始発が動き始めるまでに「真性中出し9発」 朝…マ○コに大量の精子が入ったまま気づかず職場に向かうOL3名（12月19日、SODクリエイト）※「まゆ」名義　他出演:まいこ、なつみ
- 人妻たちの告白 家族の為に見世物になった妻（12月25日、豊彦）※「桐谷かすみ」名義

2014年
- 発情期の人妻（1月15日、KIプランニング）※「加賀美菜月」名義
- 最近、近所に越してきた団地妻があまりにも可愛すぎるので思わず声を掛けたら欲求不満だったらしくAV撮影までOKしてくれちゃいました!! 3人の素人美人妻（1月10日、S級素人）他出演:花穂、眞木あずさ
- 旦那に相手にされず性欲を持て余した人妻は、自らの恥ずかしい姿を見せつけ誘惑する（1月10日、DOC）他出演:新城あゆみ、大城かえで
- いやらしい女子15人のザーメンごっくんフェラチオ（2月15日、プリモ）他出演:春原未来、椿かなり、有本紗世、芹野莉奈、愛代さやか、北川エリカ、真木未来、小泉真希、眞木あずさ、原千草、花穂、大桃りさ、篠宮ゆり、尾崎玲奈
- 「寝取られ願望」自慢の妻をソープランドで体験入店! 夫に頼まれ入店した新人人妻ソープ嬢は押しの弱さにつけ込まれ、初めての接客で生中出しを受け入れる?受け入れない?（2月20日、SODクリエイト）他出演:みく、まな
- 浮気経験なしの美人奥さんが結婚後、他人チ●ポ初貫通!抜群のカラダを震わせドMアクメ!（2月25日、JFC）
- GODDESS + Messiah（2月28日、GIGA）共演:愛原ゆあ
- 朝ゴミ出しする近所のノーブラ奥さんとやっちゃった俺 2（3月6日、AKNR）他出演:河愛雪乃、雨宮ほのか
- おっとりした癒し系美人奥さん。 黒人とのドキドキ初エッチ。 本気汁垂れ流して悶え狂う!（3月25日、デモンズ）
- 妊娠OK契約! この美貌なのに異常性欲人妻の「性欲が高まる危険日に、中出しSEXするのが一番興奮する」 あけみ26歳（4月1日、ジェントルマン）
- レズクンニリングス 3（4月4日、OFFICE K'S）共演:夏目優希　他出演:芹沢つむぎ、羽月希、結城みさ、葵こはる、星川麻紀、桜瀬奈
- JKしょんべんブチまけダンス（4月4日、OFFICE K'S）他出演:芹沢つむぎ、桜瀬奈、夏目優希、羽月希、水希杏
- 精子採取の検査で看護婦が射精をお手伝いしてくれる病院があった!（4月4日、OFFICE K'S）他出演:琥珀うた、吉美さあや、沙藤ユリ
- 人妻羞恥奴隷 旦那に内緒で辱しめられ漏らした人妻は輪姦中出しされる（4月10日、ヒビノ）
- 濃厚ぬるまんレズビアン（4月18日、虎堂）共演:夏目優希　他出演:水希杏、沙藤ユリ、羽月希、星川麻紀、上原花恋
- 汚臭責め 3（4月18日、OFFICE K'S）他出演:上原花恋、沙藤ユリ、楓乃々花、武藤つぐみ、桃宮もも
- ガデス 討伐編/電マ責め編/凌辱編/ふたなり編（5月9日、GIGA）
- 息子の朝勃ちを見た若妻は我慢できずに息子のチ○ポを自分の股間に擦りつけ!擦りつけているうちに自分でも気付かず股間は爆濡れ!! そして気付かないうちにヌルっと息子のチ○ポが入ってしまいました!（5月10日、Hunter）他出演:綾瀬れん、山本美和子 ほか
- 自ら夫に「SEXして!」と言えなく、抱いて欲しくてしょうがないSEXレスな美人主婦は家に上がって来る男で欲求を満たす 2（5月13日、DOC）他出演:冴島かおり、天野詩織
- 街で見かけた素敵な女性に声をかけてみたらなんと人妻!! 旦那に内緒で口説いて脱がせて生ハメ了承!! どっぷり中出ししちゃいました。 渋谷、新宿、世田谷編（5月30日（レンタル）/7月11日（セル）、LEO）他出演:篠宮奈津子、松下美雪
- ラップ1枚被せてお父さんと素股してくれませんか?と偽り溶けるラップを仕込んで娘と生ハメ、中出しさせちゃいました! 3（6月5日、アイエナジー）※「ナツミ」名義　他出演:アサミ、ユカ、アキ、ミカ
- 女教師の匂い（6月6日、光夜蝶）
- 妊娠受諾撮影で他人棒汗だくガン掘りFuckに溺れる人妻あけみのナマ映像（6月6日、NON）
- 人妻不倫ドキュメント はじめて夫以外の男に抱かれます… 秋美（6月13日、カルマ）
- 進学塾の美人講師の腋に発情しちゃった俺（6月19日、AKNR）他出演:江波りゅう、神波多一花
- 親族相姦 きれいな叔母さん（7月1日、ヴィーナス）
- あなたと逢う日はスカートで…（7月5日、光夜蝶）
- bijin-majo 30 なつみ(35)（7月13日、美人魔女）
- 催眠ハウス 目黒区●葉台（7月15日、催眠研究所）
- 全裸主婦の日常 専業主婦の日常は家事の合間に男をつまみぐいすること（7月19日、ローグプラネット）
- 浮気願望のある人妻が“夫が留守の九時五時”にパート先から自宅まで生チ○ポ挿れっぱなし中出し交尾 VOL.2（7月24日、コスモ映像）※「のぞみ」名義　他出演:みさき
- 強制緊縛淫語イキまくり痙攣!! 淫悶縄淑女 第二磔:清廉なる女教師の淫ら堕ち（7月25日、AVS Collector's）
- 子供を幼稚園へ送るのにわざわざミニスカで出歩く素人ママは欲求不満な証拠! 即ハメ、スキ見て、ゴム外し… イキのいいザーメンを子宮にドクドク流し込め!（8月1日、赫夜姫映像）他出演:若菜みなみ、早坂愛梨
- 欲求不満な人妻は若い男にオナニーを見せつけ誘惑し自分の性欲を満たす為に男を犯しイキまくる!（8月1日、MAGIC）他出演:水野朝陽、愛原ゆあ
- 美尻×美妻×美肛門 ドM人妻のナマ中出し妊娠確定ファック! モロ見えアナルをヒクつかせる肉便器オンナ（8月1日、エマニエル）
- 尽きない快楽、愛液にまみれて。（8月1日、TEPPAN）
- 拘束強制射精エステ 2（8月5日、フリーダム）他出演:長瀬涼子、西園寺れお、星川麻紀
- 「常に性交」デザイン事務所（株）（8月7日、SODクリエイト）共演:椿かなり、横山みれい、通野未帆、原美織、聖菜アリサ、高木愛美、夏海花凛
- 過保護な母にエロ〜い下着を着せると思いの外、恥ずかしがる姿をみて興奮した僕の勃起チ●ポをエロ〜い目線で見つめるので『舐めてみる?』と聞いたら答える前にカブリつかれた件。（8月8日、NON）他出演:平山聖花、大塚れん、真木かおり、伊織しずく、篠田あゆみ
- 私は貴女のものだから…。 〜女の嫉妬レズドラマ〜（8月13日、U&K）共演:城田るり
- 定年退職してヒマになったドスケベ義父の嫁いぢり（8月13日、ヴィーナス）
- お母さんが初めての女になってあげる（8月19日、ABC）
- お金が欲しいカップル限定!目指せ!賞金100万円! イス取りゲーム野球拳（8月21日、ATOM）他出演:大塚れん、佐伯春菜、Maika、宮野ゆかな
- 兄嫁 秋美 僕と義姉の秘密（8月22日、Nadeshiko）
- 若妻の匂い それから…（9月5日、光夜蝶）
- 全裸金蹴り 48手（9月5日、フリーダム）他出演:長瀬涼子、西園寺れお、星川麻紀、初芽里奈、冬瀬ゆら
- 感度良しのノーブラ美人ジョガーは1度快楽を知ったらチ○ポなしではいられない。（9月5日、DIY）他出演:川菜美鈴
- 夫は知らない… 若妻の不倫密会現場3本立て 熱く見つめ合って接吻して背徳セックスにのめりこむ（9月6日、ヒビノ）他出演:保坂えり、広瀬奈々美
- 大失禁。 〜上品ぶってる淫乱奥様のみっともないビショ濡れ交尾〜（9月13日、ヴィーナス）
- 寝取られた花嫁 婚前いいなり性奴隷契約 旦那の目の前でハメられ快楽を貪る悲劇の美人ペット（9月13日、セレブの友）
- 膝上25cmのタイトミニ、気持ちよすぎる腿コキ（9月25日、アロマ企画）他出演:枢木みかん、柊莉々花、摘津蜜、市來あやか、藤川絵美
- パンチラお姉さんに、パンツ越しのオマ○コで擦られちゃった僕。2（9月25日、アロマ企画）他出演:成宮梓、榎本あやめ、月乃美夜、荒木まい
- 1日30万の美人家政婦（9月25日、Close Market）
- 淫らになるほど美しく 〜美人妻を口説く方法〜（12月12日、オルガ）

2015年
- 156分間ノンストップ撮影、ノーカット編集で生中出し28連発に長時間お掃除フェラとぶっかけ17連発！！ （1月3日、FS.KnightsVisual）
- 混浴不倫旅行 三泊四日、湯けむり調教。4時間（1月9日、ドリームチケット）他出演:島崎麻友、坂下えみり
- 『ホントに母さんで、良いの？』と言いながらも息子たちとの近親相姦で肉壺を濡らすダメな母親達16名4時間。（2月6日、NON）他出演:朝田ばなな、伊織しずく、青山はるき、青木美空、小早川怜子、佐伯春菜、深田梨菜、美泉咲、篠田あゆみ、吉野艶子、平山聖花、西尾かおり、真木かおり、有村千佳
- ザ・レイプ・ベストコレクション～暴行魔達への生贄～（2月19日、エンペラー/妄想族）他出演:西澤百花、本庄優花、桜木えみ香、潮見百合子、神波多一花、樹花凜、滝沢すみれ、藤野美紀、杏紅茶々、西山あさひ、水野朝陽、桐島綾子、遠藤ゆめ、白鳥寿美礼、武藤つぐみ、宇佐美なな、長瀬涼子、水原薫子、二葉恵、松下美香、須山南、高梨あゆみ、竹内れい子、愛須心亜、山本美和子、相葉レイカ、岸杏南、上原亜衣、矢部寿恵、羽月希、七海ひさ代、冬月容子、近藤郁美、城野絵里香、高下えりか、村上涼子、風間ゆみ、菅野いちは、美智子小夜曲
- 中出しお義母さんが教えてあげる いとしい息子の精子を膣で頬張る母たち（2月25日、ビッグモーカル）他出演:宮野ゆかな、本田莉子
- 親友の母親に中出し（3月1日、熟女JAPAN）他出演:八神陽子、中山尚美

### イメージDVD
- 初裸 33（2012年12月13日、グラッツコーポレーション）